# Walter Summers
Walter George Thomas Summers (Barnstaple, 2 settembre 1896 – Londra, aprile 1973) è stato un regista e sceneggiatore inglese attivo durante gli anni 20 e 30 del 900.

## Biografia
(Walter Summers)
Nacque in una famiglia di attori di teatro nel Devon; acquisì esperienza teatrale per poi entrare a far parte della nel 1912 della Films Company come assistente di George Loane Tucker. Allo scoppio della prima guerra mondiale dovette interrompere la sua carriera cinematografica fino a quando, lasciato l'esercito come capitano insignito della Military Cross e della Distinguished Service Medal, fu assunto dal produttore cinematografico Cecil Hepworth. Non amando però il genere di film realizzati, lasciò presto la compagnia e presto servizio militare in India nel 1920 per un breve periodo per poi iniziare a lavorare come sceneggiatore; in questo periodo scrisse Married Life (1923) che verrà diretto da Alexander Butler; lo stesso anno co-diresse prima due film con G.B. Samuelson e poi, da solo, A Couple of Down and Outs. A seguito di difficoltà finanziarie di Samuelson, che era anche produttore e proprietario di una propria casa cinematografica, la G.B. Samuelson Productions, passò alla British Instructional Films per la quale realizzò dapprima The Battles of the Coronel and Falkland Islands (1927) creandosi nel tempo una buona reputazione riuscendo anche a dimostrare uguali capacità all'avvento del cinema sonoro realizzando nel 1930 un musical, Raise the Roof (1930). Quando la BIF venne rilevata dalla British International Pictures, Summers venne mantenuto sotto contratto con una certa libertà espressiva e adeguati finanziamenti ma, verso la metà degli anni 30 venne limitato a incarichi di routine in studio. Durante la seconda guerra mondiale si arruolò nell'esercito. Nel 1946 ricominciò a lavorare con la Associated British senza però dirigere altri film.
Ebbe un figlio, Jeremy Summers, che divenne anche lui regista.

## Filmografia

### Regia
- Afterglow (1923, co-diretto con G.B. Samuelson)
- A Couple of Down and Outs (1923)
- The Unwanted (1924)
- The Cost of Beauty (1924)
- Who Is the Man? (1924)
- The Perfect Crime (1925)
- Ypres (1925)
- Nelson (1926)
- Mons (1926)
- The Battles of Coronel and Falkland Islands (1927)
- Bolibar (1928)
- Lost Patrol (1929)
- The Battle of Mons (1929)
- Chamber of Horrors (1929)
- Raise the Roof (1930)
- The Flame of Love (1930, co-diretto con Richard Eichberg)
- Suspense (1930)
- The Man from Chicago (1930)
- The Flying Fool (1931)
- I navigatori degli abissi (1932)
- The House Opposite (1932)
- Dual Control (1932)
- The Butterfly Affair (1933)
- Timbuctoo (1933)
- The Warren Case (1934)
- Il difensore misterioso (1934)
- What Happened Then? (1934)
- Royal Cavalcade (1935, co-diretto con Herbert Brenon, W.P. Kellino, Norman Lee, Thomas Bentley e Marcel Varnel)
- McGlusky the Sea Rover (1935, regia di Walter Summers)
- Music Hath Charms (1936, co-diretto con Thomas Bentley, Alexander Esway e Arthur B. Woods)
- Il castello del mistero (1936, co-diretto con Brian Desmond Hurst)
- The Limping Man (1936)
- The Price of Folly (1937)
- Lucky Jade (1937)
- Premiere (1938)
- Occhi neri di Londra (1939)
- Traitor Spy (1939)
- La casa abbandonata (1940)

### Sceneggiatura
- Stable Companions (1922, regia di Albert Ward)
- Brown Sugar (1922, regia di Fred Paul)
- The Faithful Heart (1922, regia di Fred Paul)
- If Four Walls Told (1922, regia di Fred Paul)
- A Royal Divorce (1923, regia di Alexander Butler)
- The Right to Strike (1923, regia di Fred Paul)
- The Cause of all the Trouble (1923, regia di Edward Dryhurst)
- The Knockout (1923, regia di Alexander Butler)
- Married Love (1923, regia di Alexander Butler)
- The Hotel Mouse (1923, regia di Fred Paul)
- Should a Doctor Tell? (1923, regia di Alexander Butler e di P.J. Ramster)
- I pagliacci (1923, regia di G.B. Samuelson e di S.W. Smith)
- Afterglow (1923, regia di Walter Summers e di G.B. Samuelson)
- A Couple of Down and Outs (1923, regia di Walter Summers)
- Castles in the Air (1923, regia di Fred Paul)
- The Unwanted (1924, regia di Walter Summers)
- The Cost of Beauty (1924, regia di Walter Summers)
- Who Is the Man? (1924, regia di Walter Summers)
- Afraid of Love (1925, regia di Reginald West)
- She (1925, regia di Leander De Cordova e di G.B. Samuelson
- The Perfect Crime (1925, regia di Walter Summers)
- Ypres (1925, regia di Walter Summers)
- Nelson (1926, regia di Walter Summers)
- Mons (1926, regia di Walter Summers)
- Bolibar (1928, regia di Walter Summers)
- Lost Patrol (1929, regia di Walter Summers)
- Chamber of Horrors (1929, regia di Walter Summers)
- Raise the Roof (1930, regia di Walter Summers)
- The Flame of Love (1930, regia di Walter Summers e di Richard Eichberg)
- Suspense (1930, regia di Walter Summers)
- Should a Doctor Tell? (1930, regia di Manning Haynes)
- The Man from Chicago (1930, regia di Walter Summers)
- The Flying Fool (1930, regia di Walter Summers)
- The Flying Fool (1931, regia di Walter Summers)
- The House Opposite (1932, regia di Walter Summers)
- Dual Control (1932, regia di Walter Summers)
- Timbuctoo (1933, regia di Walter Summers)
- The Warren Case (1933, regia di Walter Summers)
- Il difensore misterioso (1933, regia di Walter Summers)
- What Happened Then? (1933, regia di Walter Summers)
- The Warren Case (1934, regia di Walter Summers)
- Il difensore misterioso (1934, regia di Walter Summers)
- What Happened Then? (1934, regia di Walter Summers)
- McGlusky the Sea Rover (1935, regia di Walter Summers)
- The Limping Man (1936, regia di Walter Summers)
- The Price of Folly (1937, regia di Walter Summers)
- Lucky Jade (1937, regia di Walter Summers)
- The Mutiny of the Elsinore (1937, regia di Roy Lockwood)
- Le vittime di Norwich (1938, regia di David MacDonald)
- Queer Cargo (1938, regia di Harold D. Schuster)
- Ribalta nera (1939, regia di Paul L. Stein)
- Occhi neri di Londra (1939, regia di Walter Summers)
- Traitor Spy (1939, regia di Walter Summers)